# 图尚卡
图尚卡（英語：Tushonka，音标：[tʊˈʂonkə]，源自тущение – "炖煮"）是一种罐装炖肉，特别受俄罗斯和其他前东欧集团国家的欢迎。它已成为不同种类罐装炖肉的通用名称，其中并非所有都符合严格的GOST标准。
图尚卡可以在极端情况下使用和保存，因此是独联体军用食品供应的一部分。 对于苏联人民来说，图尚卡是军事和旅游食品供应的一部分；在某些极端时期，图尚卡只能用食品券更换。 
与许多西方的罐装肉制品不同，图尚卡包含独立的肉块，而非碎肉。它与猪油和果冻混合在一起，更类似于肉冻，不像午餐肉属于肉泥。
字面的тушёнка标签常见于较便宜的类型，充满果冻，可能使用内脏代替肉。高品质的 tushonka 可以是 govyadina（“牛肉”）或 svinina（“猪肉”）罐头。一般的Tushonka也是如此，肉和猪油+果冻的比例接近50:50。